# دریاچه انتاریو
دریاچه انتاریو (به انگلیسی: Lake Ontario) یکی از دریاچه‌های بزرگ واقع در آمریکای شمالی است که در مرز ایالات متحده آمریکا با کانادا قرار گرفته‌است. ساحل شمالی این دریاچه از سرچشمه رودخانه سنت لارنس در شهر کینگستون انتاریو آغاز شده و تا شهر تورنتو در غرب دریاچه امداد پیدا می‌کند. آب دریاچه ایری از طریق رود نیاگارا و آبشار نیاگارا وارد دریاچه انتاریو شده و از طریق رود سنت لارنس بعد از گذر از شهرهای مونترال و کبک سیتی به سمت اقیانوس اطلس سرازیر می‌شود. شهرهای کانادایی تورنتو، کینگستون، میسیساگا و همیلتون در سواحل شمالی و غربی دریاچه قرار دارند، و شهر آمریکایی روچستر در ساحل جنوبی قرار دارد.
نیروگاه هسته‌ای دارلینگتون و نیروگاه هسته‌ای پیکرینگ در ساحل شمالی این دریاچه قرار دارد.

## نگارخانه

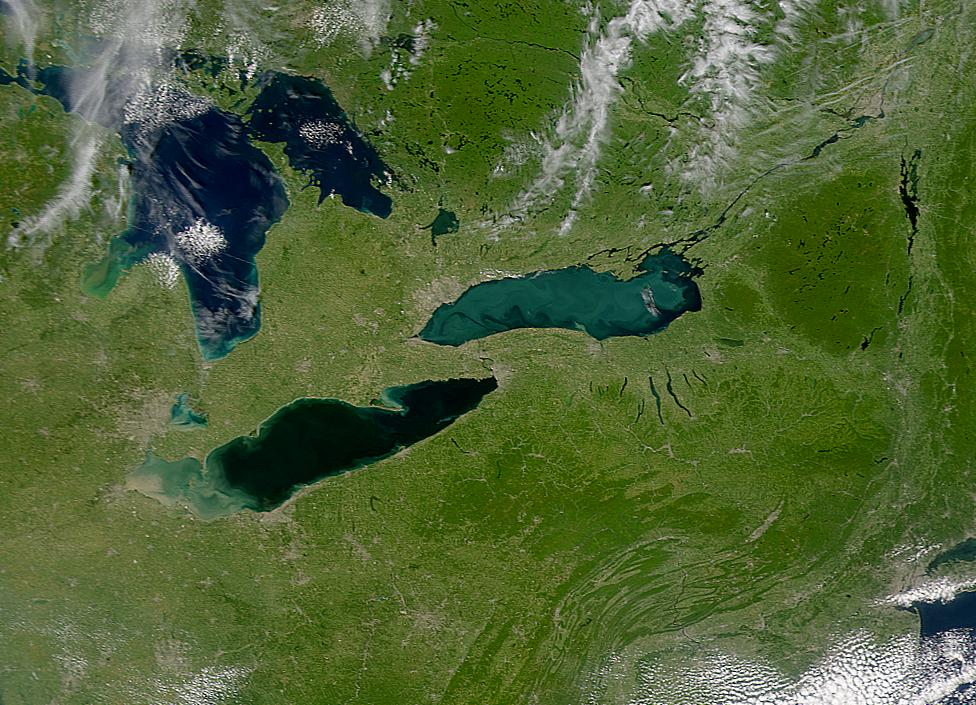
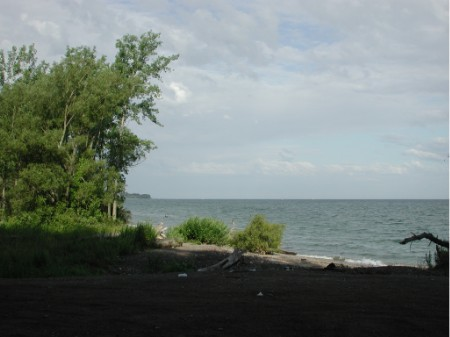
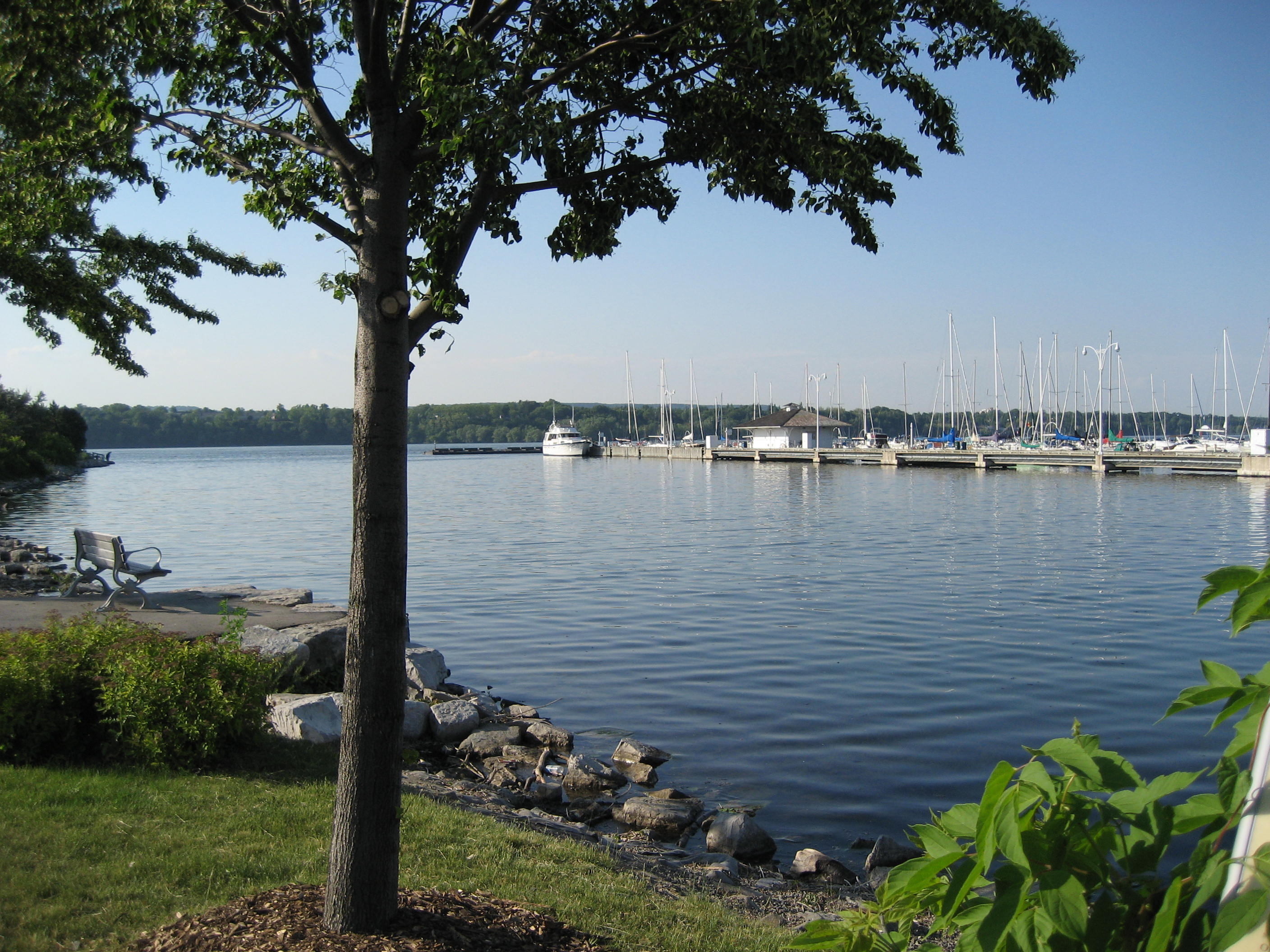
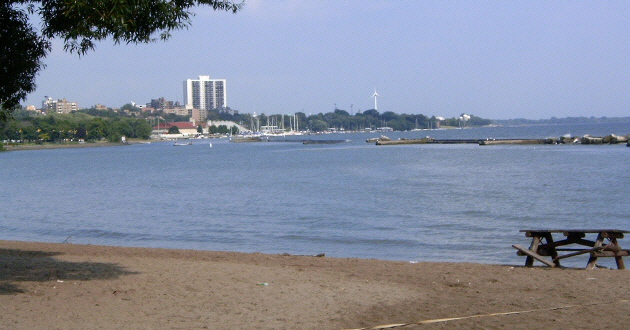
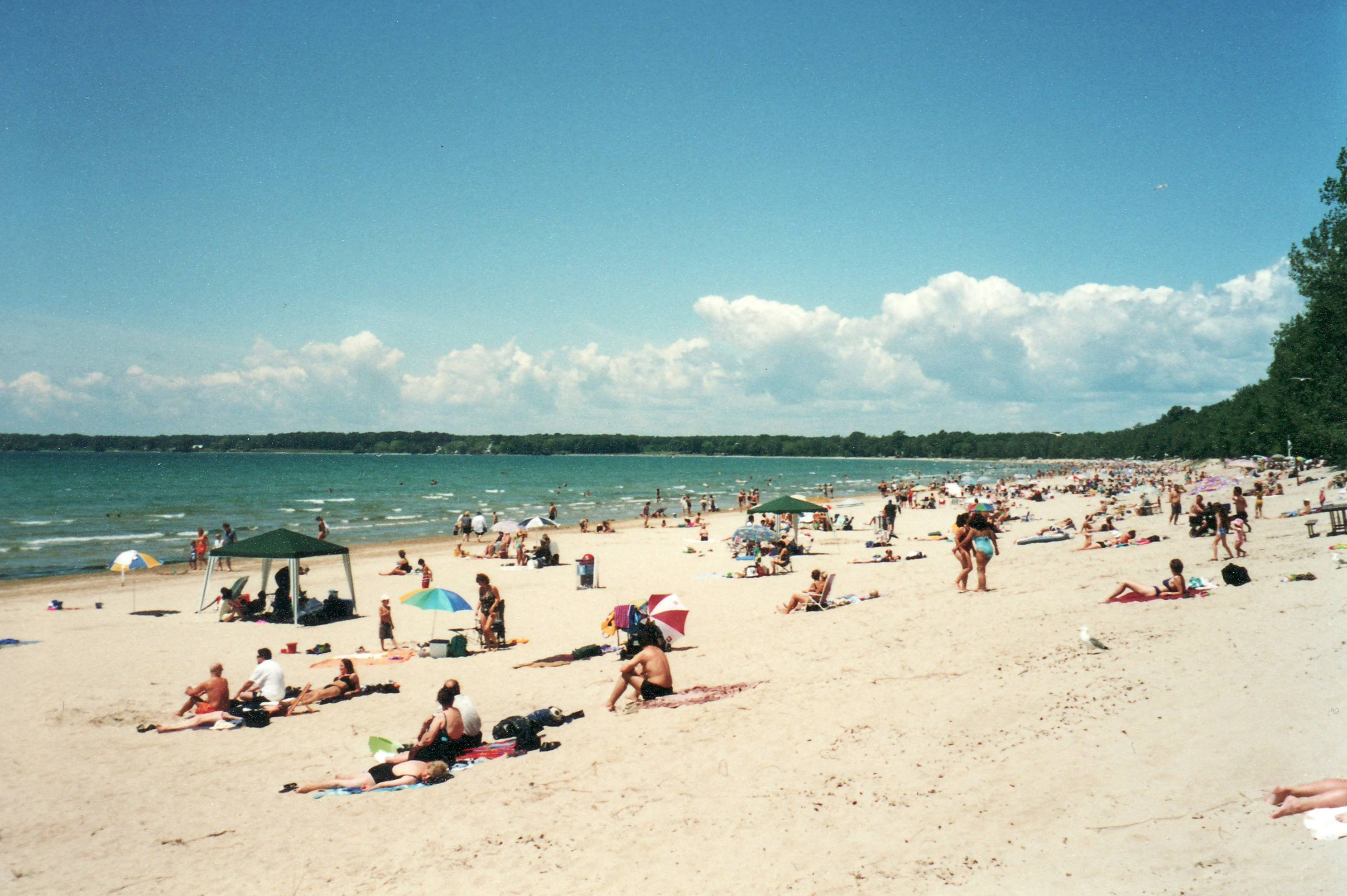
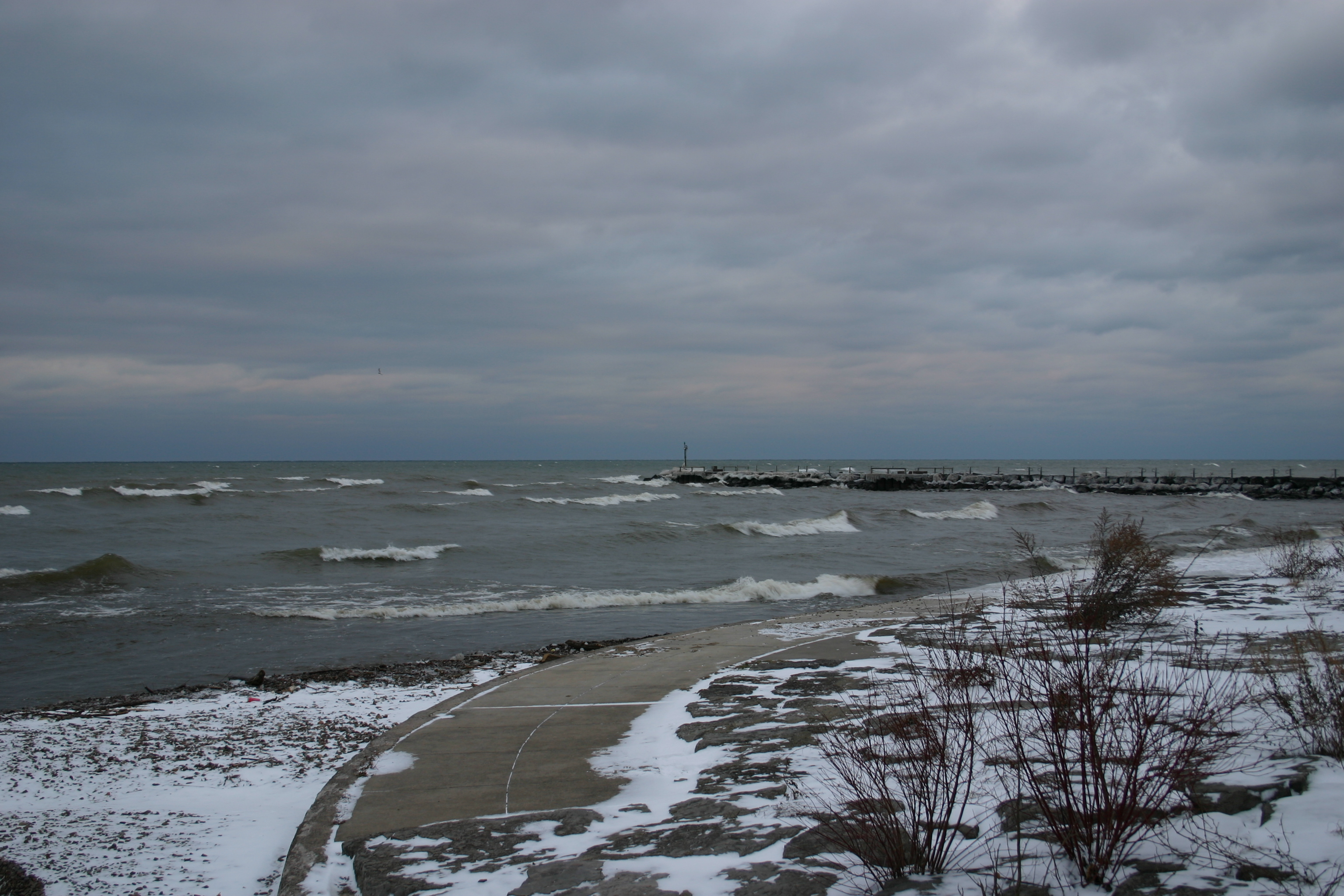
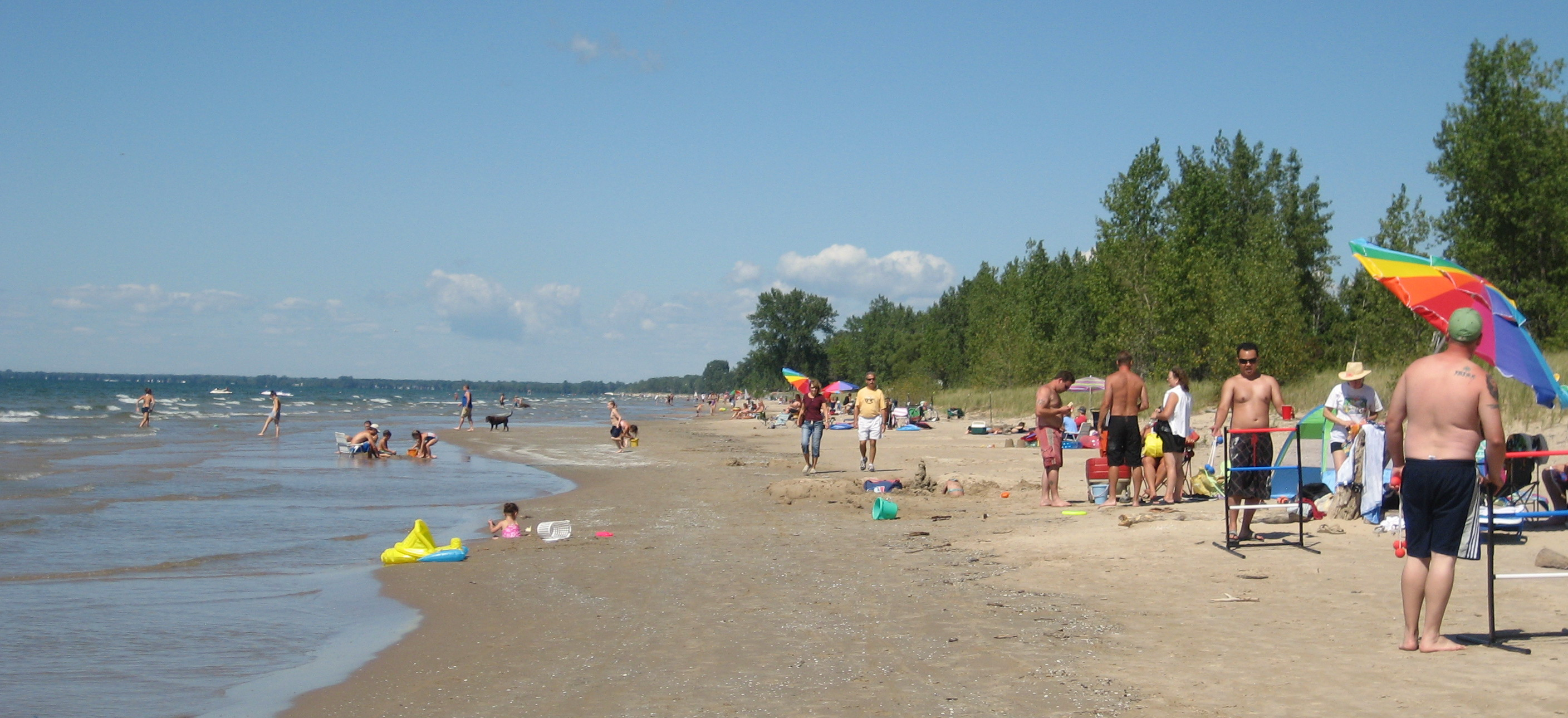

- Ontario lake, view from Toronto (sugar beach), Island ferry and central Island in background.